# Alice Gulick
Alice Gordon Gulick (Boston, 8 de agosto de 1847-Londres, 14 de septiembre de 1903) fue una misionera protestante y pedagoga estadounidense, fundadora en España del Instituto Internacional.

## Biografía
Alice fue la primera de los siete hijos de una familia protestante de ascendencia escocesa e inglesa, pertenecientes a la más importante iglesia de Nueva Inglaterra, la Iglesia Congregacional. Nacida en Boston se trasladó con ocho años a Auburndale (Wisconsin), se educó en la escuela pública, el Lasser Seminary y, a partir de los dieciséis años en el prestigioso Mount Holyoke.
Se casó el 3 de octubre de 1870 con Alvah B. Kitt, profesor en el Amherst College, que ya en un avanzado estado de tuberculosis murió al día siguiente de la boda. Viuda con apenas veintitrés años, se casó el 12 de diciembre de 1871 con William Hooker Gulick, hijo de una de las más activas y expertas familias misioneras de Massachusetts, y experto hombre de negocios en Hawái y San Francisco. 
En diciembre de 1871 y habiendo recibido Luther, hermano mayor de William Gulick, el encargo de fundar en España una misión, los dos matrimonios Gulick viajaron a España, donde se instalaron, primero en Santander y más tarde en San Sebastián, donde abrió una escuela elemental y un internado que entonces se ocupaba especialmente de formar a las chicas para ser maestras en las escuelas protestantes, ya que en aquella época, por lo general, con cada iglesia que se establecía, se abría una escuela.

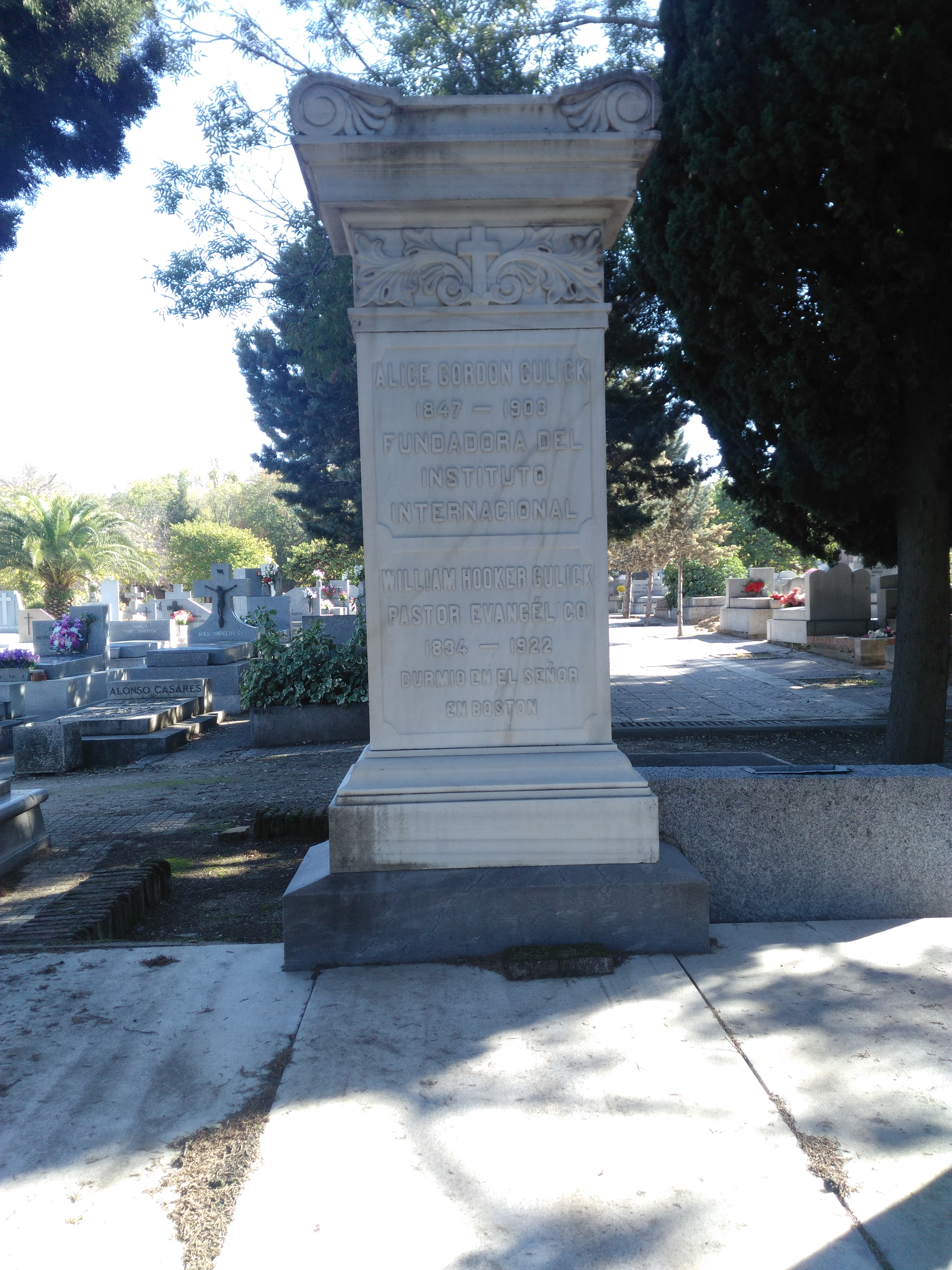
Tumba de Gulick en el cementerio civil de Madrid

El internado, poco a poco, se convirtió en un prestigioso centro educativo. El método de enseñanza no era el usual en España. No se practicaba la memorización del libro de texto y el examen correspondiente, sino que se utilizaba una enseñanza práctica, con salidas al campo, para estudiar ciencias naturales, se hacían prácticas de laboratorio en la clase de química, se leían las principales obras de literatura en vez de limitarse al estudio de datos biográficos y listas de obras. Además de estudiarse la Biblia de forma sistemática, se prestaba atención a las enseñanzas de inglés, música y dibujo y se favorecía la educación física, lo que suponía una auténtica innovación pedagógica en aquella época, y más hablando de mujeres.
Alice Gordon Gulick pertenecía a un grupo de norteamericanas de una profunda fe religiosa y una fuerte convicción de que las mujeres debían tener acceso a la educación superior, hasta entonces privilegio de los hombres. Desde el principio contó con un profesorado formado por mujeres eruditas, grandes investigadoras e innovadoras en materia educativa, que convirtieron el Instituto en un centro modelo, al estilo de los «colleges» norteamericanos de donde procedían. El centro contaba, además, con algunas profesoras especializadas en la educación preescolar, siendo una de las instituciones pioneras en este tipo de educación en España. En junio de 1897, dos alumnas del Instituto, Esther Alonso y Juliana Campo, recibieron el título de licenciadas en Filosofía y Letras de un tribunal compuesto de los profesores Salmerón, Miguel Morayta y Francisco Giner de los Ríos, siendo las primeras en hacerlo preparadas solo por mujeres, y además mujeres protestantes. 
Por otra parte, hasta entonces ninguna mujer se había presentado como libre para conseguir dicha licenciatura. Más adelante, Raquel Alonso y Marina Rodríguez, dos graduadas del Instituto se licenciarían en Farmacia, abriendo un nuevo campo de trabajo para la mujer española.
Después de un período de estancia en la ciudad francesa de Biarritz, debido a la guerra entre Cuba y España, el Instituto se estableció en Madrid, donde habían comprado unos terrenos, gracias a los esfuerzos de Alice Gulick que había pasado treinta y dos años de su vida enseñando y al mismo tiempo buscando fondos y apoyos al otro lado del Atlántico. Sin embargo, ella no llegaría a ver cumplido su sueño madrileño, pues murió a causa de una afección cardíaca el 14 de septiembre de 1903, en un hospital londinense, mientras se procedía al traslado del centro a la capital de España.
Éxito póstumo
El Instituto Internacional de Madrid llegó a convertirse en uno de los colaboradores más generosos en el desarrollo de la pedagogía española en el primer tercio del siglo XX, sirviendo de modelo y apoyo a la Junta para Ampliación de Estudios en dos proyectos pioneros de la renovación pedagógica en España: la Residencia de Señoritas y el Instituto-Escuela.